# Alessandro Stradella (opéra)
Personnages
- Alessandro Stradella (ténor)
- Leonore (soprano)
- Bassi (basse)
- Malvolino (basse)
- Barbarino (ténor)

Alessandro Stradella est un opéra de Friedrich von Flotow sur un livret de Friedrich Wilhelm Riese.
Il s'inspire de la biographie du compositeur italien.

## Synopsis
L'action se situe en Italie vers 1670.
Premier acte
Une petite place de Venise
Le riche Bassi s'est mis en tête d'épouser Leonore, sa jolie pupille. La cérémonie a lieu demain. Mais Leonore s'enthousiasme pour le célèbre chanteur Alessandro Stradella, et cet amour est réciproque. Bassi en a vent et fait tout pour empêcher Leonore de fuguer.
C'est le carnaval et Alessandro Stradella profite de la situation. Entre les masques, il parvient à monter avec une échelle de cordes à la fenêtre de la chambre de Leonore. Les deux amoureux s'en vont dans la liesse du carnaval.
Deuxième acte
Alessandro Stradella et Leonore quittent Venise et fuient dans une maison de campagne près de Rome. Ils veulent se marier et préparent le mariage. Mais ils n'ont pas conscience que Bassi sait où ils sont. Il a embauché les deux bandits Malvolino et Barbarino. Ils doivent tuer Alessandro Stradella et ramener Leonore.
Après le mariage, les jeunes mariés donnent une fête somptueuse. Malvolino et Barbarino, déguisés en pèlerin, se mêlent aux convives. Quand Alessandro Stradella récite alors la romance du peintre Salvator Rosa, Malvolino et Barbarino oublient la mission. Malvolino et Barbarino sont autorisés à rester comme invités dans la villa.
Troisième acte
Le porche de la maison d'Alessandro Stradella
Bassi attend depuis plusieurs jours qu'on lui annonce la mort d'Alessandro Stradella. Fatigué, il décide d'aller voir lui-même et découvre ce qui s'est passé. Bassi ne renonce pas. Il promet aux deux brigands une prime plus importante s'ils commettent le meurtre.
Quand Malvolino et Barbarino veulent s'en prendre à l'artiste, le chanteur entonne un hymne pour la Vierge Marie. Les deux bandits sont de nouveau charmés et avouent à Alessandro et Leonore qu'ils sont des tueurs à gage. De même, Bassi est plus tendre. Il demande pardon et demande son amitié au musicien.